# Волочаївка (Кам'янський район)
Волоча́ївка — село в Україні, у Жовтоводській міській громаді Кам'янського району Дніпропетровської області.

## Географія
Село Волочаївка розташоване за 3 км від лівого берега річки Жовта, на відстані 3,5 км від села Мар'янівка. У селі бере початок висихна Балка Широка. Поруч проходить залізниця, зупинний пункт 6 км за 1,5 км.

## Населення

### Мова
Розподіл населення за рідною мовою за даними перепису 2001 року:
| Мова       | Відсоток |
| ---------- | -------- |
| українська | 75 %     |
| російська  | 25 %     |

## Інтернет-посилання
- Погода в селі Волочаївка [Архівовано 20 грудня 2011 у Wayback Machine.]

1. ↑  Рідні мови в об'єднаних територіальних громадах України — Український центр суспільних даних